# Les Cahiers du Sud
Les Cahiers du Sud è stata una rivista letteraria francese. Venne fondata a Marsiglia nel 1925 da Jean Ballard in seguito all'insuccesso della rivista Fortunio. Uscì in circa 400 numeri, fino al 1966.

## Storia
In origine questa rivista si chiamava "Fortunio" (e non "Fantasio" come è spesso scritto) ed è stata creata da Marcel Pagnol e Gabriel d'Aubarède nel 1914.
Nel 1925 fu presa in mano da Jean Ballard e ribattezzata Cahiers du Sud. Vi collaborarono scrittori e intellettuali del XX secolo, come Roger Caillois, Gaston Baissette e Andre Chastel.  I suoi cronisti principali furono Jean Tortel e Léon-Gabriel Gros.
Tra i collaboratori del periodo di guerra 1940-1945: Francine Bloch, Émile Danoën e Simone Weil. La filosofa Weil vi collaborò nei primi anni quaranta pubblicandovi tre saggi con lo pseudonimo anagrammato «Émile Novis»: L'Iliade o il poema della forza (L'Iliade ou le poème de la force), L'ispirazione occitana (En quoi consiste l'inspiration occitanienne) e L'agonia di una civiltà nelle immagini di un poema epico (L'agonie d'une civilisation vue à travers un poème épique).
La pubblicazione della rivista terminò nel 1966. Il viale dove c'era la sede della rivista porta oggi il nome del suo direttore: il corso Jean-Ballard.

## Autori pubblicati
- Gérard Arseguel
- Antonin Artaud
- Roger Bastide
- Gaston Baissette
- Albert Béguin
- Marc Bernard
- Alain Borne
- Joë Bousquet
- Louis Brauquier
- Marcel Brion
- Joseph Delteil
- Roger Caillois
- André Chastel
- Jacques Chessex
- Georges-Emmanuel Clancier
- Robert Crégut
- René Crevel
- René Daumal
- Robert Desnos
- Paul Éluard
- Benjamin Fondane
- André Fraigneau
- René Guénon
- Armel Guerne
- Joseph Guglielmi
- Pierre Jean Jouve
- Jean-Francis Laglenne
- Michel Leiris
- André Masson
- Henri Michaux
- Gerard Murail
- René Nelli
- Gérald Neveu
- JMA Paroutaud
- Benjamin Péret
- Pierre Reverdy
- Robert Rovini
- Jean Todrani
- Alexandre Toursky
- Jean-Jacques Viton
- Simone Weil
- Marguerite Yourcenar